# Море Торнквиста
Море Торнквиста — древнее море (океан), отделявший микроконтинент Авалонию от палеоконтинента Фенносарматии с эдиакарского периода неопротерозойской эры до ордовикского периода палеозойской эры (600—450 млн лет назад). В настоящее время остатки моря образуют краевой шов Восточно-Европейской платформы (линию Тейсейра — Торнквиста).

## История моря
Море Торнквиста образовалось одновременно с океаном Япетус. От Гондваны отделились сначала Фенносарматия (в кембрие), затем Авалония (в раннем ордовике). В позднем ордовикском периоде море закрылось при образовании шелвской складчатости (англ. Shelveian Orogeny) в западной Англии.
О времени закрытия моря Торнквиста свидетельствуют данные о траектории кажущегося движения полюса, палеомагнитные, палеогеографические и фаунистические исследования в Восточной Авалонии (Англия и южная Ирландия) и Фенносарматии (Восточная Европа).
Произошедшая коллизия Авалонии и Фенносарматии привела также к тому, что океан Реикум перестал расширяться на юг от Авалонии, в самой Авалонии произошло развитие магматизма, в Фенносарматии — крупное выпадение пепла, а на территории современной Северной Германии — процесс метаморфизма.

## Оставшиеся следы
Образовавшаяся при закрытии моря сутура представляет из себя дугу вулканических пород ордовикского возраста и простирается сейчас по территории восточной Англии и Озёрного края. Вулканические серии в восточной Англии, Арденнах и северном филлитовом поясе возникли между морем Торнквиста и океаном Реикум в ордовикском и силурийском периодах.
Место коллизии Восточно-Европейской платформы и Авалонии сейчас известно, как зона или линия Тейсейра — Торнквиста, названная в честь своих первооткрывателей, польского геолога Вавжинца Тейсейра (1860—1939) и немецкого геолога Александра Торнквиста (1868—1944). Это линеамент на месте перехода от Восточно- и Северо-Европейской докембрийской платформы к Западно-Европейской и Средиземноморской палеозойской складчатости. Кроме того, линия Тейсейра — Торнквиста является частью широкой зоны деформации, проходящей вдоль всей Европы, от Британских островов к Чёрному морю, известной как Трансъевропейская сутурная зона.